# Caílte mac Rónáin
Cailte – syn Ronana, feniański wojownik i poeta, kuzyn Finna McCoola, dowódcy Fianna.
Cailte pomimo drobnej postury był doskonałym wojownikiem i dlatego powierzono mu zadanie zabicia Lira, boga mórz, który był ojcem Manannana Mac Lira. Najbardziej jednak był podziwiany jako poeta, a do najsłynniejszych odbiorców jego poezji zaliczyć należy św. Patryka. Według tradycji Cailte po powrocie z zaświatów podróżował wraz ze świętym po całej Irlandii, opowiadając mu legendy wzgórz, lasów i jezior, które spotykali po drodze, a także podania o wielkich czynach i bitwachh wojowników Fianna.